# Diana Rabe von Pappenheim
 (juin 2015).
Si vous disposez d'ouvrages ou d'articles de référence ou si vous connaissez des sites web de qualité traitant du thème abordé ici, merci de compléter l'article en donnant les références utiles à sa vérifiabilité et en les liant à la section « Notes et références ».
Pour les articles homonymes, voir Pappenheim, Waldner et Freundstein.
Pour les autres membres de la famille, voir Famille de Waldner von Freundstein.
Diana Rabe von Pappenheim (25 janvier 1788, château d'Ollwiller - 18 décembre 1844, Weimar), née de Waldner de Freundstein, est une dame de compagnie.
Elle est la maîtresse de Jérôme Bonaparte dans les années 1810.

## Biographie
Fille du comte Godefroy Waldner de Freundstein et de Frédérique de Stein, elle devient dame de compagnie de la princesse Louise de Hesse-Darmstadt, puis de la grande-duchesse Marie Pavlovna de Russie.
En 1806, elle épouse en premières noces le comte Wilhelm Maximilian Rabe von Pappenheim (de), premier chambellan et maître de cérémonie de Jérôme Bonaparte, roi de Westphalie. Elle devient la maîtresse de Jérôme Bonaparte (1784-1860), dont elle eut deux filles naturelles : Jenny (7 septembre 1811 † 1890 - château de Lablacken), mariée à Werner von Gustedt, et Pauline (11 juillet 1813 † 1873), dite « Mère Marie de la Croix », religieuse au couvent des Oiseaux.
Veuve, elle épousa, en secondes noces, en 1817, Ernest Chrétien Auguste, baron de Gersdorff (1781-1852), ministre d'État du grand-duché de Saxe-Weimar-Eisenach qu'il représente au congrès de Vienne, d'où un fils, Charles Auguste, baron de Gersdorff, chambellan du roi de Prusse.

## Sources
- (de) Cet article est partiellement ou en totalité issu de l’article de Wikipédia en allemand intitulé « Diana Rabe von Pappenheim » (voir la liste des auteurs).
- Notices d'autorité :   - VIAF
  - ISNI
  - GND
  - NUKAT
- Notice dans un dictionnaire ou une encyclopédie généraliste :   - Deutsche Biographie